# نهر باخوي
نهر باخوي (Bakhoy) هو نهر في غرب أفريقيا يمر في مالي وغينيا, يلتقي بنهر بافينج قرب بلدة بافولابه ليكونا نهر السنغال.